# 수에시아목
수에시아목(Suessiales)은 와편모충류 목의 하나이다. 6개 과에 90종으로 이루어져 있다.

## 하위 과
- Borghiellaceae - 9종
- Hemidiniaceae - 13종
- Lophodiniaceae - 유일종 L. polylophum
- Sphaerodiniaceae - 6종
- 수에시아과 (Suessiaceae) - 36종
- 심비오디니움과 (Symbiodiniaceae) - 24종
- 미분류 - 3종
  - Dactylodinium - 유일종 D. pterobelotum